# Cernay-la-Ville
Cernay-la-Ville è un comune francese di 1 693 abitanti situato nel dipartimento degli Yvelines nella regione dell'Île-de-France.

## Società

### Evoluzione demografica
Abitanti censiti